# Crossarchus
Crossarchus (кузіманза) — рід ссавців, представник ряду хижих із родини мангустових.

## Морфологія
Морфометрія. Довжина голови й тіла: 305—450 мм, довжина хвоста: 150—255 мм, вага: 450—1450 грамів.
Опис. Тіло вкрите відносно довгим, грубим волоссям, що являє собою суміш коричневого, сірого і жовтого. Голова зазвичай світліша, ніж інша частина тіла, а ноги та ступні, як правило, темні. Ноги короткі, хвіст звужений, вуха маленькі, обличчя загострене.

## Поведінка
Живуть в лісах і болотистих місцях. Різні факти свідчать про активність і вдень і вночі. Вони подорожують групами, рідко залишаючись у будь-якому місці довше ніж на два дні, займаючи тимчасовий притулок в будь-якому зручному місці. Під час пошуку їжі вони перекопують мертву рослинність та ґрунт. Поживою їм є комахи, личинки, невеликі рептилії, краби, м'які фрукти і ягоди. Вони розбивають оболонки равликів і яйця, кидаючи їх передніми лапами назад, між задніми ногами на якийсь твердий предмет. Групи утворюються з 10-24 осіб. Вони, ймовірно, представляють 1–3 сімейні блоки, які складаються з пари та 2–3 виводків. Приручаються легко, стаючи гарними домашніми тваринами. Вони ласкаві, грайливі, чисті і легко привчаються ходити в туалет у встановленому місці, але інколи позначають об'єкти їх анальними запаховими залозами.

## Життєвий цикл
Сезонності розмноження не спостерігалось. Спостереження в неволі показують, що може бути кілька виводків на рік. Вагітність триває в середньому 58 днів і приплід становить від двох до чотирьох, як правило, чотири малюки, які відкривають очі на 12 день, приймати тверду їжу за 3 тижні і досягають статевої зрілості на у, близько, 9 місяців. У неволі живуть протягом 9 років.